# Megaromania
Megaromania (яп. メガロマニア — «мегаломания») — японская пауэр-метал-группа, является одним из классических примеров Visual kei, классической школы (Kote kei). Одна из самых популярных групп лейбла Undercode Production.

## История
Группа Megaromania была создана в начале 2008 года двумя бывшими участниками группы «Metis Gretel» Sui [翠] и Miseri [美沙麗] (рус. Страдание). Несколько позже к ним присоединились остальные участники группы: ритм-гитарист Chikage [蜘影] (ex. STELLA), басист Hyoga [氷牙] (ex. Homura) и барабанщик Leda [憐蛇] (ex. Hannya). В марте того же года группа присоединяется к UNDER CODE PRODUCTION, руководимому экс-басистом группы Phantasmagoria KISAKI. Группа выпустила свои синглы первые синглы «Bishuu no kajitsu» и «God of Megaromania -junketsu no kokuin-» 28 мая, первый их концерт состоялся во время турне «act of Deshabillz» 1 июня 2008 года.
В ноябре 2009 года был выпущен первый полный альбом под названием «Phophetic Faction -the Universe-», а в марте 2010 неожиданно группу покинул барабанщик, Leda. После этого была взята пауза в активности, которая продлилась всего около полутора месяцев: 15 мая, заменив Leda сессионным барабанщиком Megaromania отправилась в первый сольный тур по стране. Начало 2013 года ознаменовалось концом лейбла Undercode Production, вместе с которым распались практически все группы, включая Megaromania.

## Творчество
Группа выделяется необычным сочетанием западного готик и пауэр метала, с классическим j-metal звучанием, делая более сильный упор на японский мелодизм но при этом добавляя свойственную западному металу сложность композиций и качество игры. Лирика же группы в основном базируется на фантастических и религиозных образах. Но группа использует религиозную тематику, как сугубо «мрачный элемент» в лирике, не касаясь вопросов веры.

## Распад
В начале 2013 года коллектив объявил о своём распаде, который связан с закрытием лейбла Under Code Production.

## Состав
- Вокал: 翠-Sui- (ex. Metis Gretel)
- Гитара: 美沙麗-Misery- (ex. Metis Gretel)
- Гитара: 蜘影-Chikage- (ex. ＳＴＥＬＬＡ)
- Бас-Гитара: 氷牙-Hyoga- (ex. Homura)

## Бывшие члены группы
- Ударные: 憐蛇-leda- (ex. Hannya)

## Дискография
2008
- 1. Bishuu no kajitsu 美醜の果実 [28.05.2008][maxi-single]
- 2. God of Megaromania -純血ノ刻印- [28.05.2008][maxi-single]
- 3. Angelical Jewelry [28.05.2008][maxi-single]
- 4. Birth of an ‘’Idea [19.11.2008][maxi-single]
- 5. Transparent Shine [19.11.2008][maxi-single]

2009
- 6. Apocalypse [01.04.2009][maxi-single]
- 7. evil [2009.07.15][maxi-single]
- 8. deus [2009.07.15][maxi-single]
- 9. holy [2009.07.15][maxi-single]
- 10. Prophetic Faction-the Universe- [2009.11.11][album]

2010
- 11. Oblivious [2010.03.10] [selection album]
- 12. AURORA-destinies of world- [2010][single]

2011
- 13. Oath -cross of eternity- [2011][single]
- 14. Blessing Myth [2011][single]
- 15. Quintessence Voyage [2011] [EP]

2012
- 16. Artistical Glint [album]